# Miglionico
Miglionico är en ort och kommun i provinsen Matera i regionen Basilicata i Italien. Kommunen hade 2 454 invånare (2017).